# 大威徳寺跡
大威徳寺跡（だいいとくじあと）は、飛騨国益田郡竹原郷御厩野（現在の岐阜県下呂市御厩野）と、美濃国恵那郡加子母（現在の岐阜県中津川市加子母）との国境に存在した真言宗の寺院の跡。岐阜県史跡指定第67号。 

## 歴史
京の高雄山神護寺の復興に努めていた文覚は、後白河法皇に神護寺再興を強訴したため、法皇が激怒し伊豆に流刑となった。
当時、源頼朝も伊豆の蛭ヶ小島に流刑となっていたので2人の親交が始まり、文覚は源頼朝に平家討伐の挙兵を迫った。
安元2年(1176年)、文覚は諸国を巡錫中に小郷の地に至り、大杉地蔵堂に一泊した。真夜中に地蔵尊の蓮台の上から声があり目覚めると、
地蔵堂の東方の池から一脈の光が出て西方の地に跨線を描いた。
文覚は地蔵菩薩の御告げと悟り、光が示した西の山に寺を建立しようと決心した。
後に源頼朝が鎌倉幕府を創設すると、頼朝の助を得て、日頃信仰していた大威徳明王を祀るにふさわしい壮大な鳳慈尾山 大威徳寺を創建するに至った。
鳳慈尾山　大威徳寺は、源頼朝が征夷大将軍となり、鎌倉幕府を開いた時、木曾義仲とその一族の供養のため寺院建立の命を受けた文覚が、飛騨国と美濃国との国境の舞台峠に近い此の地に来て、大威徳明王を本尊とし、五重塔には大日如来を安置して建立したとも伝わる。
創建当時の大威徳寺は壮大で格式も高く、諸国の武士が駕籠や馬で参詣する折も堂前へ乗り入れが許されなかったため、麓の野に厩（馬屋）を設けて留めたと言われ御厩野の地名もこれに由来するものと伝わる。
建てられた当時の規模は壮大なもので、約10haの土地に仁王堂礎石、本堂礎石、鐘楼堂跡、五重塔跡等が残り、丈5間4方（14.4m）の本堂の他、7堂12坊を有する天台宗の大寺院であり、14世紀から15世紀の室町時代において最盛期を迎えた。
境内には、伊豆・箱根・白山・熊野の権現を祀る4堂があり、寺領の門前は和泉橋があった。
飛州史には12坊の名として、東坊、多聞坊、南坊、竹林坊、西坊、聖林坊、吉祥坊、北坊、宝光坊、池坊、満月坊、福成寺があったとされる。
拝殿山（標高1402ｍ）から南西に延びる丘陵の先端（標高742ｍ）に位置し周囲には、伝・西坊、伝・多聞坊という地名がある。
西坊の跡地には、慶長年間、禅昌寺5世の功叔宗輔が阿弥陀寺を建立した。その本尊は大威徳寺ゆかりのものであると伝わる。
戦国時代の永禄12年(1569年）美濃国苗木城主の遠山直廉は、武田信玄から、武田氏から離反した三木自綱の弟で、三木次郎右衛門尉を攻めるように命じられ、飛騨国益田郡竹原郷に侵攻した際の合戦の兵火で多くの堂塔が焼失した（大威徳寺の戦い）。
さらに天正13年（1585年）に発生した天正地震により壮大な大寺院は、ほぼ壊滅し、その後も細々と存続したようだが17世紀後半には廃寺となった。
12坊の１つであった「多聞坊」(現在の中津川市加子母の小郷に存在した)僧の慶俊は、郡上市の長瀧寺へ逃れ、そこで大威徳寺に関する記録を残し、現在はその写しが高山市の宗猷寺に現存している。
現在、中津川市加子母の小郷にある大杉地蔵尊は行基の作で、元は大威徳寺の塔頭の一つに奉祀されていたと伝えられている。

## 末寺
末寺として美濃国には加茂郡神土村に常楽寺、大沢村に蟠龍寺、吉田村に大蔵寺が建立されたとされる。これらの寺は、江戸時代になって苗木藩主となった遠山友政によって臨済宗妙心寺派に改宗され雲林寺の末寺とされた。また恵那郡加子母村には極楽寺があったが、天正地震後は草庵を残すのみとなり衰微して消滅したと伝わる。

## 現状
- 現在は雑草と木立に覆われ、本堂址の礎石は五間四方に配置され、前面には幅広い石段が残っている。
- その横に残る畠山重忠寄進と伝えられる「秩父杉」2本の切株の跡は、6畳と8畳ほどの大きさで、明治2年(1869年)に切り倒されて、近隣の民家の天井板に使用されたと伝わる。
- 山門址の礎石、鐘楼、塔の礎石、苔むした五輪塔。
- 源頼家のお手植えと伝えられる「鎌倉銀杏」の古株。
- 平成15年(2004年)から平成20年(2009年)にかけて、下呂市教育委員会によって発掘調査が行われ、本堂、軒廊、拝殿、鎮守、仁王門と推定される跡が確認された。

## アクセス
- JR高山本線下呂駅より国道257号線を車で20分。